# Panský pivovar v Paskově
Panský pivovar v Paskově je malý pivovar na Nádražní ulici v Paskově v okrese Frýdek-Místek v nížině Ostravská pánev v Moravskoslezském kraji.

## Historie
První písemná zmínky o vaření piva (tj. o pivovaru v Paskově) pocházejí ze 13. století. V roce 1517 byla mezi šlechtou a královskými městy uzavřena Svatováclavská smlouva, kde šlechta přiznala na zemských sněmech právo třetího hlasu měšťantvu a měšťanstvo zase přiznalo šlechtě právo vaření piva a dalších hospodářských činností. Panský pivovar v Paskově byl založen v roce 1518 a stal se významným zdrojem financí, protože existovaly nařízené povinné placené odběry piva v Paskově a okolí. Tehdejší pivo bylo nízkoalkoholické. V 17. století se na Paskovsku začal pěstovat chmel, kterého bylo dostatek pro pivovar i na vývoz. V průběhu historie byl pivovar několikrát přestavován a modernizován. Dne 5. dubna 1880 pivovar vyhořel a následně byl opraven a přestavěn. Sladovna byla v areálu pivovaru postavena v roce 1894. Vrchol rozvoje pivovaru byl koncem 19. století. Kdy například výstav piva v letech 1898 až 1899 byl cca 13 tisíc hl. Vařilo se zde kvalitní pivo s názvem A la Pils, které se dokonce stalo předmětem soudního sporu Plzeňského pivovaru a majitele paskovského velkostatku. Plzeňský pivovar soud prohrál a paskovskému pivovaru bylo povoleno značku A la Pils používat.
S vařením piva v Paskově se přestalo až v roce 1913 a výroba piva zde byla na 105 let ukončena. Areál pivovaru sloužil jen jako sladovna a sýpka. V roce 1955 došlo k částečné demolici budov pivovaru a jejich komína a výstavbě bytů v bývalé sladovně. V r. 2017 byla budova pivovaru odkoupena soukromým vlastníkem a od roku 2018 se v poslední z budov bývalého paskovského pivovaru opět vaří pivo a následně vzniká také hospoda. Pivovar produkuje spodně i svrchně kvašená piva.

## Další informace
Panský pivovar v Paskově se nachází severně v blízkosti přírodní památky Paskov a zámku Paskov.

## Galerie

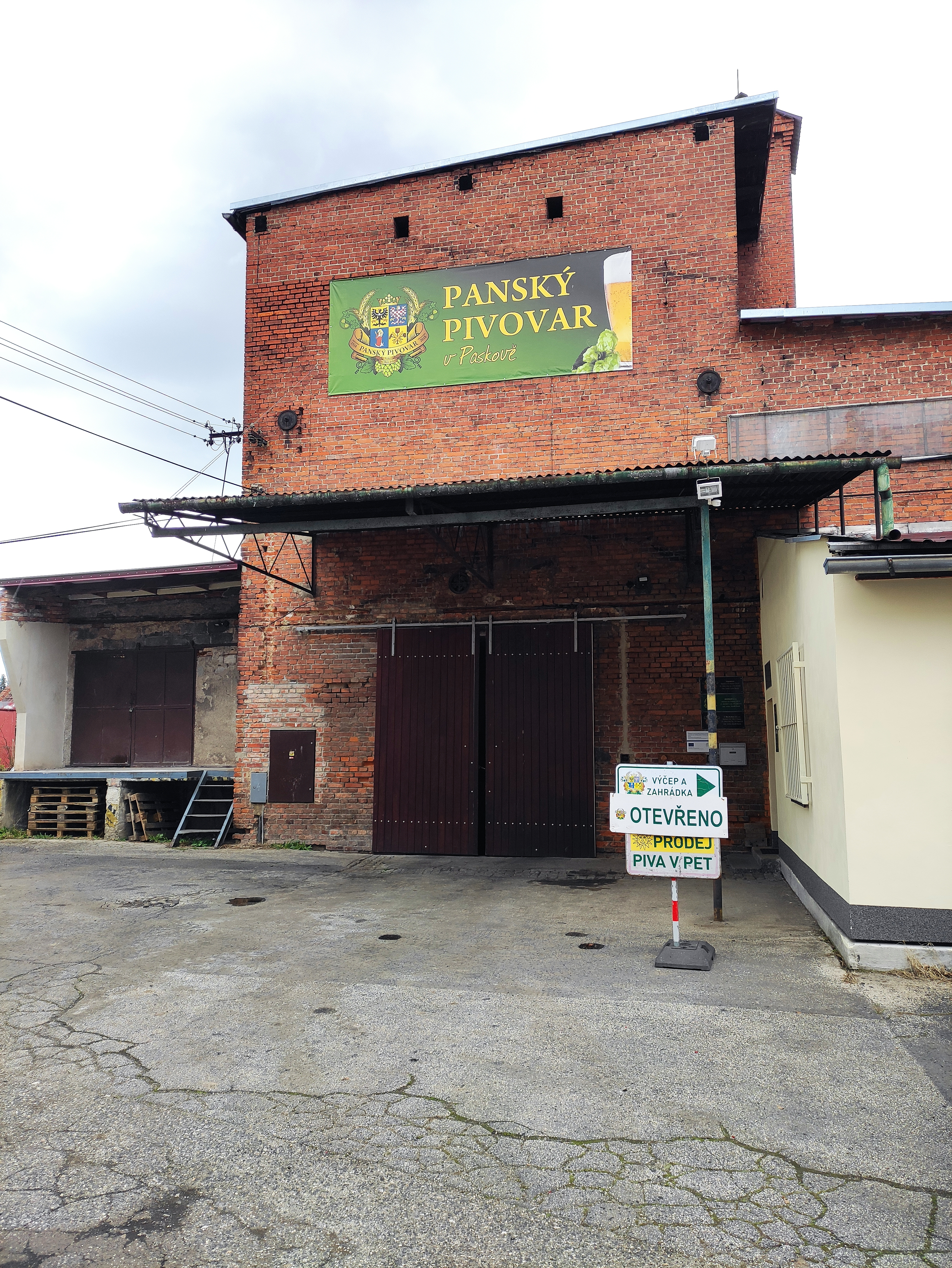
Vstup